# The Madness of Many
The Madness of Many (en español: «La locura de muchos») es el cuarto álbum de estudio de la banda de metal progresivo Animals as Leaders. Fue lanzado el 11 de noviembre de 2016 a través de Sumerian Records.

## Lista de canciones
Toda la música compuesta por Animals as Leaders. 
| N.º   | Título                         | Duración |  |
| 1.    | «Arithmophobia»                | 6:01     |  |
| 2.    | «Ectogenesis»                  | 4:56     |  |
| 3.    | «Cognitive Contortions»        | 4:29     |  |
| 4.    | «Inner Assassins»              | 5:30     |  |
| 5.    | «Private Visions of the World» | 4:57     |  |
| 6.    | «Backpfeifengesicht»           | 4:27     |  |
| 7.    | «Transcentience»               | 5:32     |  |
| 8.    | «The Glass Bridge»             | 5:04     |  |
| 9.    | «The Brain Dance»              | 7:01     |  |
| 10.   | «Apeirophobia»                 | 4:59     |  |
| 52:56 |                                |          |  |

## Miembros y personal
Animals as Leaders
- Tosin Abasi – guitarra
- Javier Reyes – guitarra
- Matt Garstka – batería, percusión

Músicos invitados
- Travis Stewart "Machinedrum" – sintetizadores ("Inner Assassins")

Producción
- Animals As Leaders – producción
- Francesco Camelli – Grabación de batería
- Ermin Hamidovic – Masterización
- Javier Reyes – Mezcla
- Ash Avildsen y Nick Walters – A&R
- Dario Veruari – Diseño de carátula]